# 孟定镇
孟定镇（德宏傣语：ᥛᥫᥒᥰ ᥖᥤᥒ，佤语：meng dīng:984），是中华人民共和国云南省临沧市耿马傣族佤族自治县下辖的一个乡镇级行政单位。

## 行政区划
孟定镇下辖以下地区：
城关村、下城村、罕宏村、贺海村、遮哈村、下坝村、河西村、新寨村、景信村、糯峨村、芒美村、邱山村、德龙村、芒撒村、崇岗村、芒艾村、色树坝村、尖坪村、山头寨村、班幸村、清水河村、尖山村和大水井村。